# Agrifac

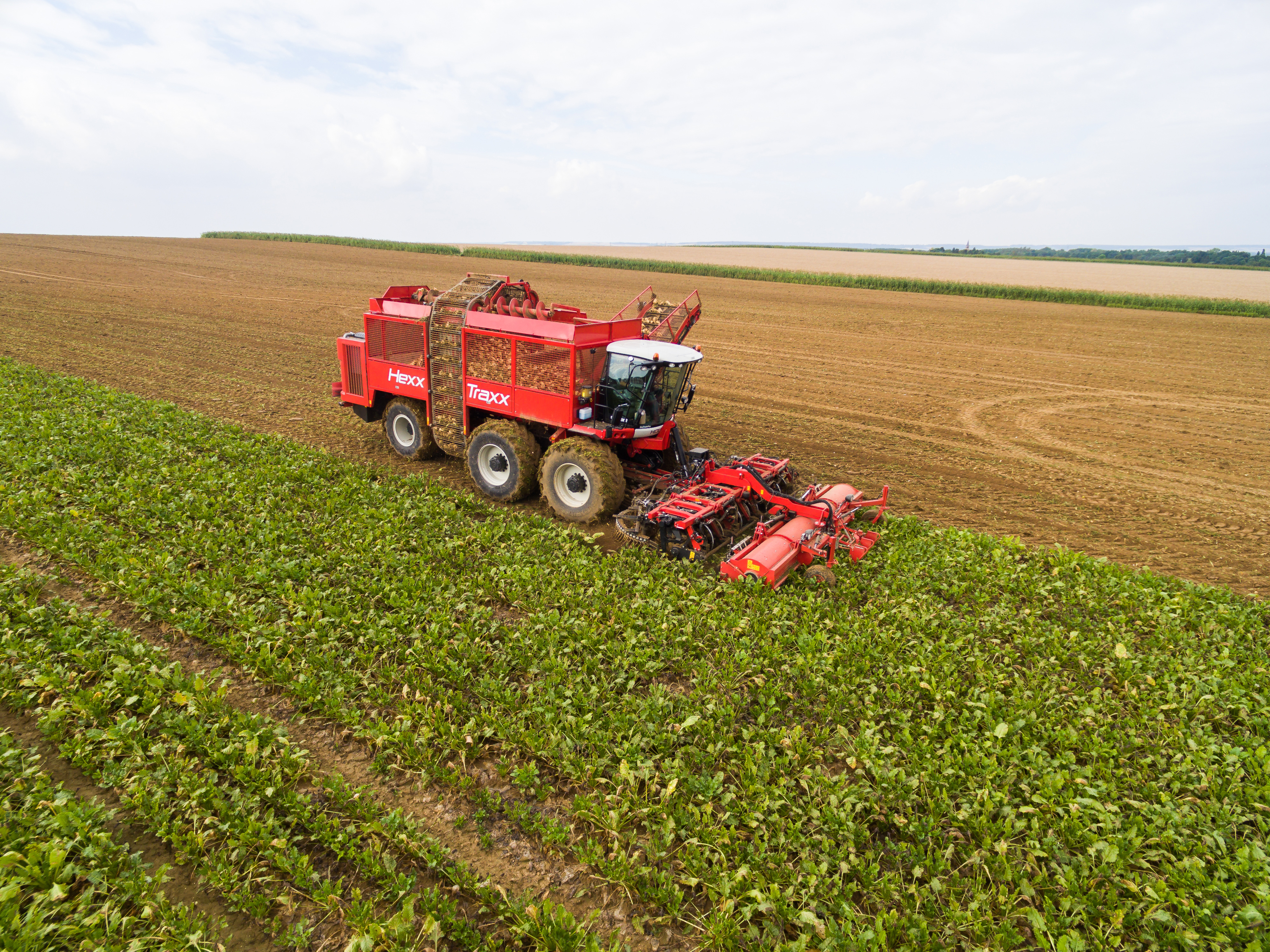
Suikerbietenrooier van Agrifac

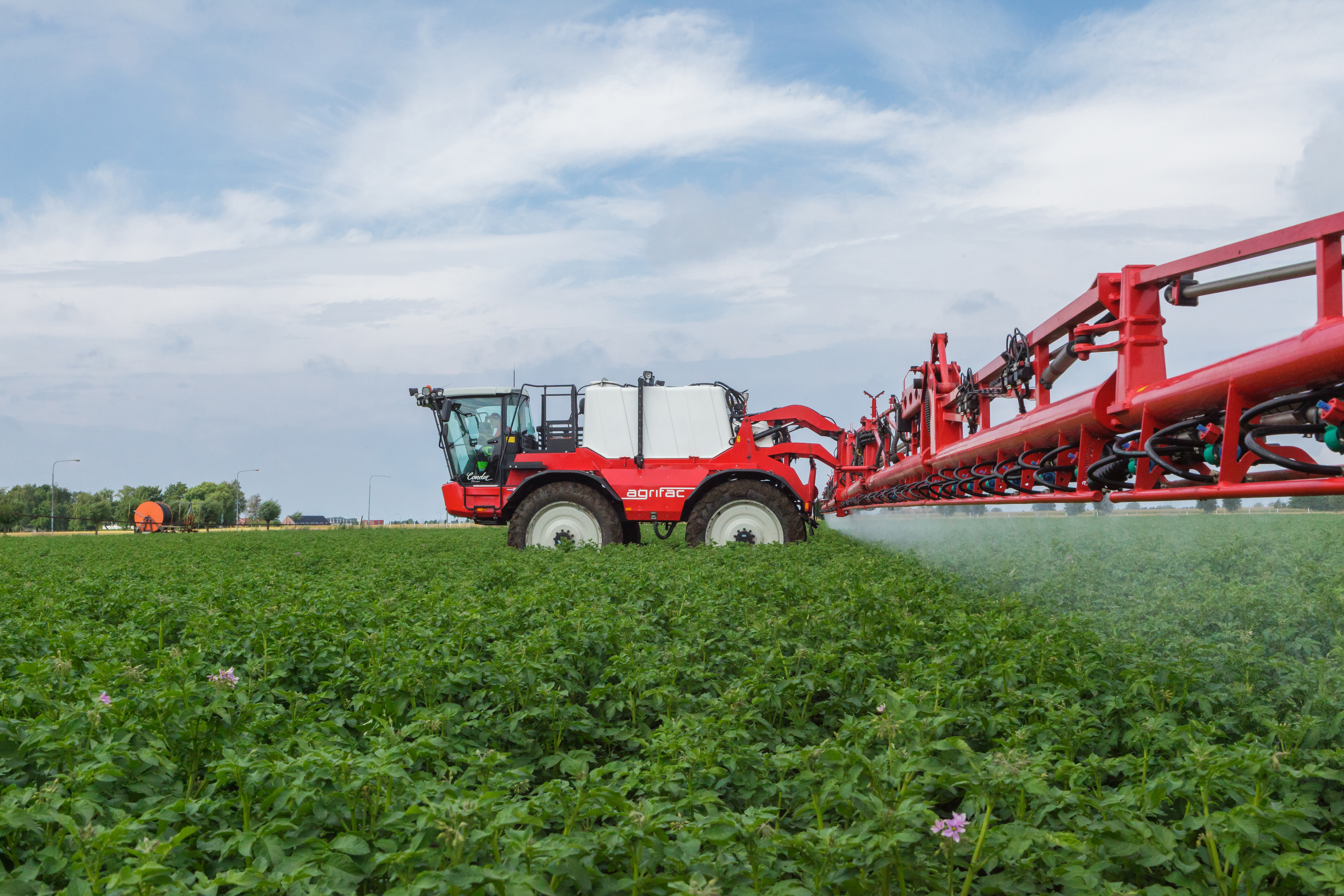
Landbouwspuit van Agrifac

Agrifac is een Nederlandse producent van landbouwwerktuigen uit Steenwijk, gespecialiseerd in de productie van landbouwspuiten, al dan niet zelfrijdend, en bietenrooiers. Er werken in totaal zo'n 140 mensen, waarvan 110 in Nederland. Agrifac exporteert zijn producten naar 26 landen en heeft, naast de hoofdvestiging in Steenwijk, vestigingen in het Verenigd Koninkrijk en Australië. Over 2016 realiseerde het bedrijf een omzet van ruim € 65 miljoen.
Sinds 2012 is Agrifac onderdeel van het Franse Exel Industries. Het bedrijf is in 2008 ontstaan uit een fusie van AMAC en Cebeco, beide uit Steenwijk. Het bedrijf AMAC was opgericht in 1955 en had zich gespecialiseerd in de productie van aardappelrooiers en bietenrooiers. Cebeco was voorgekomen uit het in 1919 opgerichte Centraal Bureau, dat zich had gespecialiseerd in landbouwspuitmachines. In 1962 was het centraal bureau omgedoopt tot Cebeco.
Volgens Agrifacs visie is het mogelijk de stijgende wereldbevolking van voldoende, voedzaam en veilig voedsel te voorzien, niet door meer land te cultiveren, maar door de voedselproductie op bestaande landbouwgronden te verhogen.